# Cynthia Sieler
Pour les articles homonymes, voir Dörner et Sieler.
Cynthia Sieler (née le 11 février 1951) est une joueuse de tennis australienne, professionnelle dans les années 1970. Elle est aussi connue sous son nom de femme mariée, Cynthia Doerner-Sieler.

## Palmarès

### Titre en simple dames
Aucun

### Finales en simple dames
| No | Date       | Nom et lieu du tournoi                 | Catégorie | Dotation | Surface      | Vainqueure       | Score    |          |
| -- | ---------- | -------------------------------------- | --------- | -------- | ------------ | ---------------- | -------- | -------- |
| 1  | 25-11-1974 | Queensland State Open, Brisbane        |           | NC       | Gazon (ext.) | Evonne Goolagong | 6-1, 6-2 | Parcours |
| 2  | 29-09-1975 | Mission Viejo Tournament, Palm Springs |           | 50 000 $ | Dur (int.)   | Chris Evert      | 6-1, 6-3 | Parcours |

### Titres en double dames
| No | Date       | Nom et lieu du tournoi                     | Catégorie | Dotation | Surface      | Partenaire      | Finalistes                  | Score         |          |
| -- | ---------- | ------------------------------------------ | --------- | -------- | ------------ | --------------- | --------------------------- | ------------- | -------- |
| 1  | 16-08-1976 | Rothmans Canadian Open Toronto             |           | 35 000 $ | Terre (ext.) | Janet Newberry  | Sue Barker Pam Teeguarden   | 6-7, 6-3, 6-1 | Parcours |
| 2  | 04-07-1977 | Swedish Open Båstad                        |           | NC       | Terre (ext.) | Raquel Giscafré | Helen Anliot Florenta Mihai | 6-2, 7-5      |          |
| 3  | 05-06-1979 | Greater Manchester Green Shield Manchester |           | NC       | Gazon (ext.) | Sharon Walsh    | Sue Barker Anne Hobbs       | 6-3, 6-2      | Parcours |

### Finale en double dames
Aucune

## Parcours en Grand Chelem

### En simple dames
| Année | Championnat d'Australie Open d'Australie (janvier) | Championnat d'Australie Open d'Australie (janvier) | Internationaux de France | Internationaux de France | Wimbledon       | Wimbledon        | US Open         | US Open        | Championnat d'Australie Open d'Australie (décembre) | Championnat d'Australie Open d'Australie (décembre) |
| ----- | -------------------------------------------------- | -------------------------------------------------- | ------------------------ | ------------------------ | --------------- | ---------------- | --------------- | -------------- | --------------------------------------------------- | --------------------------------------------------- |
| 1968  | 2e tour (1/16)                                     | Margaret Smith                                     | -                        | -                        | -               | -                | -               | -              | n/a                                                 | n/a                                                 |
| 1970  | 2e tour (1/16)                                     | Winnie Shaw                                        | -                        | -                        | -               | -                | -               | -              | n/a                                                 | n/a                                                 |
| 1971  | 1er tour (1/16)                                    | Barbara Hawcroft                                   | -                        | -                        | -               | -                | -               | -              | n/a                                                 | n/a                                                 |
| 1972  | -                                                  | -                                                  | -                        | -                        | 2e tour (1/32)  | Rosie Casals     | 1er tour (1/32) | V. Ziegenfuss  | n/a                                                 | n/a                                                 |
| 1973  | 2e tour (1/16)                                     | Kerry Melville                                     | -                        | -                        | 1er tour (1/64) | Patti Hogan      | -               | -              | n/a                                                 | n/a                                                 |
| 1975  | 2e tour (1/16)                                     | Wendy Turnbull                                     | -                        | -                        | 2e tour (1/32)  | Michelle Tyler   | 2e tour (1/16)  | Wendy Overton  | n/a                                                 | n/a                                                 |
| 1976  | -                                                  | -                                                  | 3e tour (1/8)            | Helga Masthoff           | 3e tour (1/16)  | Kerry Reid       | 1er tour (1/64) | Mima Jaušovec  | n/a                                                 | n/a                                                 |
| 1977  | -                                                  | -                                                  | 1er tour (1/32)          | F. Thibault              | 3e tour (1/16)  | Kathy May        | 2e tour (1/32)  | Wendy Turnbull | -                                                   | -                                                   |
| 1978  | n/a                                                | n/a                                                | 1er tour (1/32)          | Elizabeth Ekblom         | 2e tour (1/32)  | Ilana Kloss      | 2e tour (1/32)  | Kathy May      | 1er tour (1/16)                                     | Dorte Ekner                                         |
| 1979  | n/a                                                | n/a                                                | 1er tour (1/32)          | Emilse Raponi            | 3e tour (1/16)  | Evonne Goolagong | 1er tour (1/64) | Ilana Kloss    | 1/4 de finale                                       | Renáta Tomanová                                     |

À droite du résultat, l’ultime adversaire.

### En double dames
| Année | Open d'Australie (janvier) | Open d'Australie (janvier) | Internationaux de France      | Internationaux de France    | Wimbledon                    | Wimbledon                 | US Open                      | US Open                    | Open d'Australie (décembre) | Open d'Australie (décembre) |
| ----- | -------------------------- | -------------------------- | ----------------------------- | --------------------------- | ---------------------------- | ------------------------- | ---------------------------- | -------------------------- | --------------------------- | --------------------------- |
| 1971  | 1er tour (1/8) S. O'Connor | Jan Lehane C. Sherriff     | -                             | -                           | -                            | -                         | -                            | -                          | n/a                         | n/a                         |
| 1972  | -                          | -                          | -                             | -                           | -                            | -                         | 1er tour (1/16) D. Pattison  | L. Fleming Ann Kiyomura    | n/a                         | n/a                         |
| 1973  | 1/2 finale Sally Irvine    | M. Smith Virginia Wade     | 2e tour (1/8) Laura duPont    | K. Fukuoka K. Sawamatsu     | 1/4 de finale Laura duPont   | F. Dürr Betty Stöve       | 1er tour (1/16) D. Pattison  | Lesley Turner C. Caldwell  | n/a                         | n/a                         |
| 1975  | 2e tour (1/8) Jenny Walker | L. Charles Sue Mappin      | -                             | -                           | 2e tour (1/16) Chris O'Neil  | Joyce Barclay Winnie Shaw | 1er tour (1/16) W. Gilchrist | M. Smith Virginia Wade     | n/a                         | n/a                         |
| 1976  | -                          | -                          | 1/4 de finale W. Turnbull     | K. Harter H. Masthoff       | 2e tour (1/16) M. Redondo    | B. J. King Betty Stöve    | 2e tour (1/16) M. Redondo    | Mona Guerrant Ann Kiyomura | n/a                         | n/a                         |
| 1977  | -                          | -                          | 1/2 finale R. Giscafré        | R. Maršíková P. Teeguarden  | 1er tour (1/32) W. Turnbull  | Navrátilová Betty Stöve   | 3e tour (1/8) W. Turnbull    | Kerry Reid Greer Stevens   | -                           | -                           |
| 1978  | n/a                        | n/a                        | 1er tour (1/16) R. Gerulaitis | P. Bostrom Kym Ruddell      | 2e tour (1/16) R. Gerulaitis | E. Goolagong Betty Stöve  | 2e tour (1/16) R. Gerulaitis | Chris Newton Pam Whytcross | 1/4 de finale Kym Ruddell   | C. Matison S. Simmonds      |
| 1979  | n/a                        | n/a                        | 1er tour (1/16) Lele Forood   | Gail Sherriff P. Teeguarden | 1er tour (1/32) Lele Forood  | Mima Jaušovec V. Ruzici   | 2e tour (1/16) Lele Forood   | F. Hutnick Beth Norton     | 1/4 de finale Sharon Walsh  | L. Harrison M. Mesker       |
| 1980  | n/a                        | n/a                        | -                             | -                           | 2e tour (1/16) E. Ekblom     | Kathy Jordan Anne Smith   | -                            | -                          | -                           | -                           |

Sous le résultat, la partenaire ; à droite, l’ultime équipe adverse.

### En double mixte
| Année | Open d'Australie (janvier), | Open d'Australie (janvier), | Internationaux de France   | Internationaux de France  | Wimbledon                     | Wimbledon                | US Open                       | US Open                    | Open d'Australie (décembre), | Open d'Australie (décembre), |
| ----- | --------------------------- | --------------------------- | -------------------------- | ------------------------- | ----------------------------- | ------------------------ | ----------------------------- | -------------------------- | ---------------------------- | ---------------------------- |
| 1972  | n/a                         | n/a                         | -                          | -                         | 2e tour (1/32) Peter Doerner  | F. Bonicelli Iván Molina | 1er tour (1/32) Ray Keldie    | Mona Schallau Ian Fletcher | n/a                          | n/a                          |
| 1973  | n/a                         | n/a                         | 1/4 de finale Mike Estep   | F. Dürr J. Barclay        | -                             | -                        | 1er tour (1/16) Peter Doerner | F. Dürr B. Seewagen        | n/a                          | n/a                          |
| 1974  | n/a                         | n/a                         | -                          | -                         | 1er tour (1/64) Peter Doerner | A. Nasuelli Pierre Joly  | -                             | -                          | n/a                          | n/a                          |
| 1975  | n/a                         | n/a                         | -                          | -                         | 1er tour (1/32) David Lloyd   | R. Whitehouse John Yuill | -                             | -                          | n/a                          | n/a                          |
| 1976  | n/a                         | n/a                         | 2e tour (1/8) M. Edmondson | F. Mihai Iván Molina      | -                             | -                        | 1er tour (1/16) Steven Turner | Rosie Casals Dick Stockton | n/a                          | n/a                          |
| 1977  | n/a                         | n/a                         | 2e tour (1/8) Thomaz Koch  | Mary Carillo John McEnroe | -                             | -                        | -                             | -                          | n/a                          | n/a                          |
| 1979  | n/a                         | n/a                         | -                          | -                         | 3e tour (1/8) Peter Doerner   | Greer Stevens Bob Hewitt | -                             | -                          | n/a                          | n/a                          |

Sous le résultat, le partenaire ; à droite, l’ultime équipe adverse.

## Parcours aux Masters

### En simple dames
| # | Date       | Nom de l'édition                          | ($)     | Surface         | Résultat          | Ultime adversaire | Score    |          |
| - | ---------- | ----------------------------------------- | ------- | --------------- | ----------------- | ----------------- | -------- | -------- |
| 1 | 12/04/1976 | Virginia Slims Championships, Los Angeles | 150 000 | Moquette (int.) | Qual. Round Robin | Evonne Goolagong  | 6-1, 6-2 | Parcours |

### En double dames
| # | Date       | Nom de l'édition          | ($)     | Surface | Résultat      | Partenaire  | Ultimes adversaires        | Score         |          |
| - | ---------- | ------------------------- | ------- | ------- | ------------- | ----------- | -------------------------- | ------------- | -------- |
| 1 | 19/04/1976 | Bridgestone Doubles Tokyo | 100 000 |         | 1/4 de finale | Lesley Hunt | Mona Guerrant Ann Kiyomura | 2-6, 6-2, 6-2 | Parcours |